# Odontria xanthosticta
Odontria xanthosticta är en skalbaggsart som beskrevs av White 1846. Odontria xanthosticta ingår i släktet Odontria och familjen Melolonthidae. Inga underarter finns listade i Catalogue of Life.